# Кубок России по гандболу среди женщин
Кубок России среди женских команд имени Натальи Анисимовой — ежегодное спортивное состязание по гандболу. Турнир проводится среди женских клубов, которые участвуют в Чемпионате России и во всероссийских соревнованиях высшей и первой лиг. Проводится с 2006 года.

## Правила
Условия проведения Кубка России определяет Министерство спорта РФ и Федерация гандбола России. Ежегодно разрабатываются приложения, которые утверждаются исполкомом ФГР и содержат состав участников, систему, сроки и места проведения соревнований, списки судей на площадке и судей-инспекторов.
В состав команды могут входить максимум тридцать четыре человека, включая двадцать восемь спортсменов (из которых только пять могут быть иностранными, при этом во время игры на площадке могут находиться только трое), двух тренеров, врача, массажиста, начальника и администратора команды.
Обязательным условием участия в Кубке для клубов является наличие у них не менее чем одной детско-юношеской спортивной команды, которая участвовала за счёт этого спортивного клуба и от его имени не менее чем в одном официальном спортивном соревновании по гандболу, независимо от уровня его проведения.
Турнир проводится в два этапа: предварительный по системе плей-офф с разъездами и финал четырёх команд по олимпийской системе с определением места каждой команды. Места в турнире определяются по наибольшей сумме набранных очков за все игры: за победу начисляется два очка, за ничью — одно, за проигрыш — не начисляются. При равенстве очков у нескольких команд места определяются по: наибольшему количеству очков и лучшей разнице заброшенных и пропущенных мячей в играх между этими командами, а также лучшей разнице заброшенных и пропущенных мячей, наибольшему количеству побед, наибольшему количеству заброшенных мячей, лучшему соотношению заброшенных мячей и пропущенных голов во всех матчах соревнования, результатам жеребьёвки. Если команды сыграли вничью при проведении игр по системе плей-офф победителя определяют по результату дополнительного игрового времени. После которого, если ситуация не изменилась, назначают серию семиметровых штрафных бросков.
Победителям соревнования присваивается звание «Обладатель Кубка России по гандболу сезона». Они награждаются переходящим кубком, золотыми медалями и дипломами первой степени. Команды, занявшие второе и третье места награждаются, соответственно, серебряными и бронзовыми медалями, дипломами второй и третьей степеней Минспорта и ФГР.

## Призёры
| Сезон   | Финал          | Победитель                  | Второе место                | Третье место                |
| 2005/06 | Тольятти       | Лада (Тольятти)             | Звезда (Звенигород)         | Астраханочка (Астрахань)    |
| 2006/07 | Ростов-на-Дону | Ростов-Дон (Ростов-на-Дону) | Лада (Тольятти)             | Кубань (Краснодар)          |
| 2007/08 | Ростов-на-Дону | Ростов-Дон (Ростов-на-Дону) | Луч (Москва)                | —                           |
| 2008/09 | Ростов-на-Дону | Звезда (Звенигород)         | Лада (Тольятти)             | Динамо (Волгоград)          |
| 2009/10 | Звенигород     | Звезда (Звенигород)         | Ростов-Дон (Ростов-на-Дону) | Лада (Тольятти)             |
| 2010/11 | Ростов-на-Дону | Звезда (Звенигород)         | Ростов-Дон (Ростов-на-Дону) | Кубань (Краснодар)          |
| 2011/12 | Ростов-на-Дону | Ростов-Дон (Ростов-на-Дону) | Звезда (Звенигород)         | Лада (Тольятти)             |
| 2012/13 | Ростов-на-Дону | Ростов-Дон (Ростов-на-Дону) | Звезда (Звенигород)         | Лада (Тольятти)             |
| 2013/14 | Звенигород     | Звезда (Звенигород)         | Кубань (Краснодар)          | Лада (Тольятти)             |
| 2014/15 | Ростов-на-Дону | Ростов-Дон (Ростов-на-Дону) | Лада (Тольятти)             | Звезда (Звенигород)         |
| 2015/16 | Астрахань      | Ростов-Дон (Ростов-на-Дону) | Астраханочка (Астрахань)    | Кубань (Краснодар)          |
| 2016/17 | Ростов-на-Дону | Ростов-Дон (Ростов-на-Дону) | Кубань (Краснодар)          | Астраханочка (Астрахань)    |
| 2017/18 | Ростов-на-Дону | Ростов-Дон (Ростов-на-Дону) | Кубань (Краснодар)          | Астраханочка (Астрахань)    |
| 2018/19 | Ростов-на-Дону | Ростов-Дон (Ростов-на-Дону) | Лада (Тольятти)             | Звезда (Звенигород)         |
| 2019/20 | Москва         | Ростов-Дон (Ростов-на-Дону) | ЦСКА (Москва)               | Астраханочка (Астрахань)    |
| 2020/21 | Ростов-на-Дону | Ростов-Дон (Ростов-на-Дону) | Лада (Тольятти)             | Астраханочка (Астрахань)    |
| 2021/22 | Краснодар      | ЦСКА (Москва)               | Ростов-Дон (Ростов-на-Дону) | Звезда (Звенигород)         |
| 2022/23 | Тольятти       | ЦСКА (Москва)               | Лада (Тольятти)             | Ростов-Дон (Ростов-на-Дону) |
| 2023/24 | Ростов-на-Дону | ЦСКА (Москва)               | Ростов-Дон (Ростов-на-Дону) | Динамо-Синара (Волгоград)   |
| 2024/25 | Астрахань      | Ростов-Дон (Ростов-на-Дону) | Астраханочка (Астрахань)    | Черноморочка (Новороссийск) |

## Медальный зачёт
| Позиция | Клуб                        | Gold | Silver | Bronze | Всего |
| ------- | --------------------------- | ---- | ------ | ------ | ----- |
| 1.      | Ростов-Дон (Ростов-на-Дону) | 12   | 4      | 1      | 17    |
| 2.      | Звезда (Звенигород)         | 4    | 3      | 3      | 10    |
| 3.      | ЦСКА (Москва)               | 3    | 1      | 0      | 4     |
| 4.      | Лада (Тольятти)             | 1    | 6      | 4      | 10    |
| 5.      | Астраханочка (Астрахань)    | 0    | 2      | 5      | 7     |
| 6.      | Кубань (Краснодар)          | 0    | 3      | 3      | 6     |
| 7.      | Луч (Москва)                | 0    | 1      | 0      | 3     |
| 8.      | Динамо (Волгоград)          | 0    | 0      | 2      | 2     |
| 9.      | Черноморочка (Новороссийск) | 0    | 0      | 1      | 1     |